# Recettori per l'adenosina
I recettori per l'adenosina (o recettori P1) sono una classe di recettori purinergici, recettori accoppiati a proteine G che hanno nell'adenosina il ligando endogeno .

## Farmacologia
Nell'uomo, ci sono quattro recettori per l'adenosina. ognuno di essi è codificato da un gene ed ha diverse funzioni, malgrado ve ne siano alcune in comune. Per esempio, sia il recettore A1 che il recettore A2A esercitano un ruolo importante nella fisiologia cardiaca, regolando il consumo di ossigeno del miocardio ed il flusso nelle arterie coronarie, mentre il recettore A2A media anche risposte anti-infiammatorie nell'organismo. Questi due recettori rivestono ruoli importanti anche nella fisiologia dell'encefalo, regolando il rilascio di altri neurotransmettitori, come la dopamina ed il glutammato, mentre i recettori A2B e A3 sono distribuiti prevalentemente in periferia e sono coinvolti in processi come l'infiammazione e la risposta immunitaria.
La gran parte delle vecchie molecole che agisce sui recettori per l'adenosina  è non selettiva, come ad esempio l'adenosina stessa, usata tuttora per il trattamento delle tachicardie (ritmo rapido del cuore), e che interagisce con tutti i quattro recettori nel cuore, e che produce un effetto sedativo attraverso i recettori A1 e A2A distribuiti nell'encefalo. I derivati della Xantina, come la caffeina e la teofillina agiscono come antagonista non selettivo sui recettori A1 e A2A sia nel cuore che nell'encefalo, determinando un effetto stimolante e tachicardia. Queste molecole agiscono anche come inibitori delle fosfodiesterasi e producono anche effetti antinfiammatori, rendendosi utili nel trattamento farmacologico dell'asma, ma meno adatti a scopi di ricerca.
I nuovi agonisti ed antagonisti del recettore per l'adenosina sono molto più potenti e selettivi, ed hanno permesso di approfondire l'effetto del blocco o della stimolazione dei singoli sottotipi di recettori, dando luogo poi ad una nuova generazione di molecole utili in campo medico. Alcune di queste molecole sono ancora derivati dell'adenosina o della xantina, ma i ricercatori hanno scoperto altre molecole con struttura completamente diversa.

## Sistema cardiovascolare
Generalmente l'adenosina esercita, tramite recettori di tipo A1, effetti cardiodepressivi quali un effetto dromotropo e cronotropo negativo, un'azione antiaritmica e una inibizione della risposta inotropa agli agonisti beta-adrenergici, diminuendo così il consumo di ossigeno.

## Confronto dei sottotipi recettoriali
| Recettore | Gene    | Meccanismo                                                                                    | Effetti                                                                                       | Agonisti                                                                                  | Antagonisti |
| --------- | ------- | --------------------------------------------------------------------------------------------- | --------------------------------------------------------------------------------------------- | ----------------------------------------------------------------------------------------- | --- |
| A1        | ADORA1  | Gi/o → cAMP↑/↓ - Inibizione - ↓ del rilascio di vescicole - ↓ attività del recettore per NMDA | - diminuzione della frequenza cardiaca                                                        | - N6-Ciclopentiladenosina - CCPA - 2'-MeCCPA - GR 79236 - SDZ WAG 994                     | - caffeina - teofillina - 8-Ciclopentil-1,3-dimetilxantina (CPX) - 8-Ciclopentil-1,3-dipropilxantina (DPCPX) - 8-Fenil-1,3-dipropilxantina - PSB 36 |
| A2A       | ADORA2A | Gs → cAMP↑                                                                                    | - arterie coronarie vasodilatazione                                                           | - ATL-146e - CGS-21680 - Regadenoson                                                      | - caffeina - teofillina - istradefillina - SCH-58261 - SCH-442,416 - ZM-241,385                                                                     |
| A2B       | ADORA2B | Gs → cAMP↑                                                                                    | - broncospasmo                                                                                | - 5'-N-etilcarbossamidoadenosina - BAY 60–6583 - LUF-5835 - LUF-5845                      | - teofillina - CVT-6883 - MRS-1706 - MRS-1754 - PSB-603 - PSB-0788 - PSB-1115                                                                       |
| A3        | ADORA3  | Gi/o →                                                                                        | - cardioprotezione durante ischemia cardiaca - inibizione della degranulazione dei neutrofili | - 2-(1-exinil)-N-metiladenosina - CF-101 (IB-MECA) - 2-Cl-IB-MECA - CP-532,903 - MRS-3558 | - teofillina - MRS-1191 - MRS-1220 - MRS-1334 - MRS-1523 - MRS-3777 - MRE3008F20 - PSB-10 - PSB-11 - VUF-5574                                       |

## Recettore per l'adenosina A1
il recettore A1 è distribuito in tutto l'organismo.

### Meccanismo d'azione
Questo recettore ha una funzione inibitoria su gran parte dei tessuti nei quali si trova. Nell'encefalo esso diminuisce l'attività metabolica: in sede presinaptica esso riduce il rilascio di vescicole sinaptiche mentre in sede post-sinaptica stabilizza il magnesio sul recettore per NMDA.

### Antagonisti ed agonisti
Specifici antagonisti recettoriali sono 8-Ciclopentil-1,3-dipropilxantina (DPCPX), e Ciclopentiltheophillina (CPT) o 8-ciclopentil-1,3-dipropilxantina (CPX), mentre agonista specifico è 2-cloro-N(6)-ciclopentiladenosina (CCPA).

### Nel cuore
I recettori A1 e A2A regolano il consumo di ossigeno del miocardio ed il flusso sanguigno coronarico.
La stimolazione del recettore A1 deprime la velocità di depolarizzazione delle cellule del nodo seno-atriale, risultando in un calo della velocità di contrazione cardiaca (effetto dromotropo negativo) e rallenta la conduzione atrio-ventricolare, come dimostrato dall'allungamento dell'intervallo PR all'ECG. Allo studio elettrofisiologico endocavitario si osserva un allungamento dell'intervallo AH, e del periodo refrattario del nodo atrioventricolare; viceversa, si osserva un accorciamento del periodo refrattario atriale.
Queste proprietà farmacologiche rendono l'adenosina utile nel trattamento e la diagnosi delle tachiaritmie (ritmo del cuore rapido). Questi effetti sul recettore A1 spiegano anche il blocco atrioventricolare, che si verifica a seguito di una rapida infusione di adenosina.
La stimolazione del sottotipo recettoriale A2A determina vasodilatazione delle arterie coronarie di calibro più piccolo. L'adenosina viene utilizzata per valutare la riserva del flusso coronarico con l'ecodoppler delle singole arterie coronarie oppure con l'ecostress.

### In medicina neonatale
Gli antagonisti dell'adenosina sono ampiamente utilizzati in medicina neonatale;
Poiché una riduzione dell'espressione del recettore A1 sembrano prevenire la ventricolomegalia indotta dall'ipossia e la perdita di sostanza bianca, il blocco farmacologico di tale recettore potrebbe avere utilità clinica.
Teofillina e caffeina sono antagonisti non selettivi utilizzati per stimolare la respirazione in neonati prematuri.

## Recettore A2Aper l'adenosina
Come il recettore A1, il recettore A2A regola il consumo di ossigeno del miocardio ed il flusso di sangue nelle arterie coronarie.

### Meccanismo d'azione
L'attività del recettore A2A, appartenente alla famiglia dei recettori accoppiati alle proteine G, è mediata da una proteina G che attiva l'adenilato ciclasi. Il recettore è abbondante nei gangli della base, nei vasi sanguigni e nelle piastrine ed è lo stesso per il quale la caffeina ha maggiore affinità.

### Funzione
Il recettore A2A è responsabile della regolazione del flusso di sangue nelle arterie coronarie, mediante la vasodilatazione delle arterie coronarie di calibro più piccolo.

### Agonisti ed Antagonisti
Antagonisti selettivi sono istradefillina (KW-6002) e SCH-58261, mentre agonisti selettivi sono CGS-21680 e ATL-146e.

## Recettore A2Bper l'adenosina
Anch'esso è una proteina di membrana accoppiata ad una proteina Gs, che attiva l'adenilato ciclasi aumentando il livello di cAMP intracellulare. Espressa a livello bronchiale media il broncospasmo grazie alla sua capacità di modulare l'attività della PLC tramite proteine G0/Gq (proprietà condivisa con i recettori A1 e A3) aumentando i livelli di Ca2+ intracellulare. Antagonizzando questo effetto, sfruttando la teofillina, per esempio, si mantiene la pervietà delle vie aeree negli attacchi asmatici (non è il solo meccanismo sfruttato dal farmaco: antagonizza anche i recettori A1 che diminuivano la concentrazione di cAMP intracellulare e inibisce le fosfodiesterasi; l'effetto finale è l'aumento di cAMP che attiva PKA che va a fosforilare MLCK inattivandola).
Interagisce anche con la netrina-1, che è coinvolta nella crescita degli assoni.

## Recettore A3per l'adenosina
La sua attivazione inibisce ad esempio la crescita delle cellule di melanoma umano. Antagonisti selettivi sono MRS1191, MRS1523 e MRE3008F20, mentre agonisti selettivi includono Cl-IB-MECA e MRS3558.